# Erotische Laktation

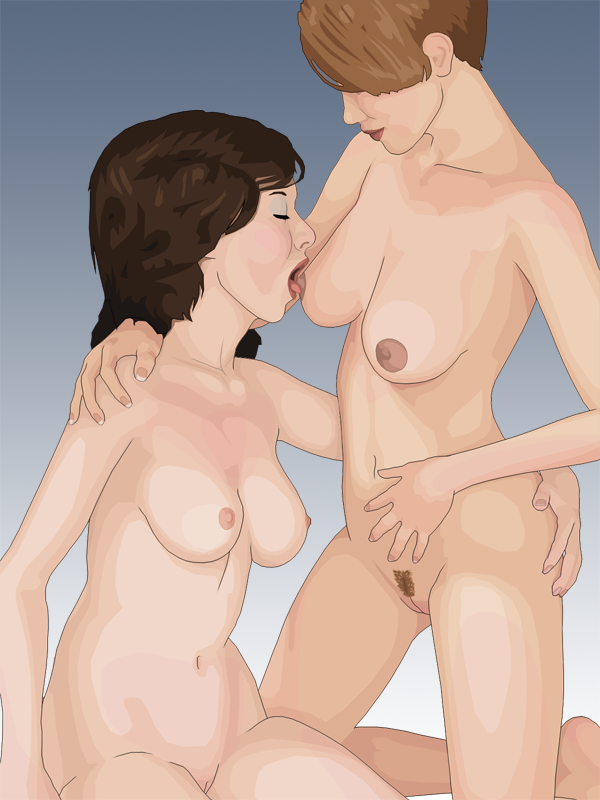
Eine erwachsene Frau saugt an einer Brust einer anderen Frau.

Erotische Laktation (englisch erotic lactation) bezeichnet das Stillen eines erwachsenen Partners beziehungsweise eine Relaktation primär aus erotischen Gründen. Je nach Art und Ausrichtung der erotischen Beziehung finden auch andere, insbesondere englische Begriffe Verwendung, wie z. B. adult nursing, adult breastfeeding oder Adult Nursing Relationship (ANR).
Die ebenfalls vorkommenden Wortbildungen Milch-Fetischismus und Laktophilie sind umgangssprachliche Pseudo-Fachbegriffe, die nicht den Regeln der Wortbildung für Paraphilien im medizinisch-diagnostischen Kontext entsprechen. Insbesondere muss für das Vorliegen einer Paraphilie nach den Definitionen des ICD-10 und des DSM-IV ein Leidensdruck aus der betreffenden sexuellen Neigung hervorgehen. Zudem wird das Wort Fetisch im medizinisch-diagnostischen Kontext nicht für primäre oder sekundäre Geschlechtsmerkmale verwendet und bezieht sich normalerweise auf unbelebte Gegenstände.

## Laktation, Relaktation und Induzierte Laktation
Die erotische Laktation kann sich aus dem normalen Stillen eines Kindes heraus entwickeln, und der Milchfluss wird durch kontinuierliche Stimulation erhalten.
Die Ursache für einen spontanen Milchfluss (Galactorrhoe) ist nicht selten eine Stimulation der Brustwarzen, und es ist möglich, den Milchfluss gezielt nur durch mechanische Stimulation der Brustwarzen hervorzurufen (Induzierte Laktation).
Der Milchfluss kann aber auch gezielt und unabhängig von einer Schwangerschaft oder der Reproduktionsfähigkeit hervorgerufen werden. Dies wird induzierte Laktation genannt, während bei einer Frau, die den Milchfluss nach einer Stillpause wieder in Gang bringt, das Wort Relaktation zur Anwendung kommt. Dies kann erfolgen, indem regelmäßig mehrmals am Tag an den Brustwarzen gesaugt wird. Zusätzlich oder stattdessen kann auch gepumpt, massiert und „ausgemolken“ werden. Außerdem wird oft zeitweilig ein unterstützendes Medikament eingenommen, am bekanntesten ist der Dopaminantagonist Domperidon. Ein laktogener Effekt von pflanzlichen Mitteln konnte klinisch nicht nachgewiesen werden, obwohl zahlreiche Mittel seit langer Zeit als „milchfördernd“ empfohlen werden. Der Milchfluss bleibt erhalten, solange die Brust regelmäßig stimuliert wird.

## Verbreitung
Bei lesbischen Beziehungen hat das gegenseitige oder einseitige Stillen um 1930 Erwähnung in der Fachliteratur gefunden, jedoch sind genaue Zahlen nicht bekannt.
Die Londoner Zeitschrift The Sunday Times berichtete am 13. März 2005 von einer wissenschaftlichen Untersuchung mit 1690 britischen Männern, die ergab, dass bei 25 bis 33 Prozent der Paare der Mann die Muttermilch aus der Brust seiner stillenden Frau getrunken hat. Die meisten taten dies mehrfach und gaben als Grund nicht Neugier, sondern ein echtes emotionales Bedürfnis an. Ein ausführlicher wissenschaftlicher Bericht wurde 2007 von Roland Schöbl veröffentlicht. Im Oktober 2007 wurde in Deutschland eine Untersuchung zum Stillen des erwachsenen Partners veröffentlicht, dabei gaben von den befragten 8500 Personen etwa 70 Prozent der Männer, knapp 60 Prozent der heterosexuellen Frauen und fast 80 Prozent der Lesben an, gerne die Milch des Partners trinken zu wollen oder ihn trinken zu lassen. Darüber hinaus existieren nahezu keine Berichte oder Untersuchungen über das Stillen von Erwachsenen aus erotischen Gründen.
Empfindungen beim Stillen eines Kindes, ob sexueller oder asexuell-angenehmer Art, fallen normalerweise nicht unter den Begriff Erotische Laktation, solange nicht gezielt zum eigenen Lustgewinn gestillt wird. Je nach Studie geben zwischen 25 und 40 Prozent der Frauen an, durch das Stillen eines Kindes schon einmal sexuell erregt worden zu sein. Ob solche Gefühle erlebt werden, hängt von vielen Faktoren ab, insbesondere auch kulturellen Normvorstellungen. Entwicklungsgeschichtlich entstehen angenehme Empfindungen, um zu einem bestimmten Verhalten zu motivieren.

## Arten der erotischen Laktation
- Milchspiele: Jede Art sexueller Aktivitäten, die die Milch der Frau mit einbeziehen. Sehr weit verbreitet in der Zeit unmittelbar nach einer Geburt, da die sexuelle Erregung in dieser Zeit bei vielen Frauen den Milchspendereflex auslöst.[10]
- Adult Nursing Relationship (ANR): Deutsch: „Erwachsenen-Stillbeziehung“. Das Saugen der Milch aus der Brust als Ausdruck starker Intimität und gemeinsamer Zärtlichkeit, wobei die Beziehung der beiden Partner gleichrangig ist (z. B. kein Infantilismus). Erwachsenen-Stillbeziehungen beruhen auf einer stabilen Langzeitbeziehung, da es sonst auch kaum möglich ist, den Milchfluss aufrechtzuerhalten. Auf der anderen Seite wird sehr häufig berichtet, dass das Stillen einen stark bindenden und stabilisierenden Einfluss auf die Partnerschaft hat.[11] Die Frau kann beim Stillen u. U. einen Orgasmus erleben oder einen angenehmen Milchspendereflex, aber beides muss nicht immer der Fall sein und ist auch nicht das Ziel des Stillens. Die meisten Paare berichten, dass ihr Grund für die Erwachsenen-Stillbeziehungen eher die intensive Intimität und gemeinsame Bindung ist.
- Pumpen: Einige Frauen pumpen ihre Milch aus sinnlichen Gründen ab oder streichen sie aus, unabhängig davon, ob sie gerade einen Partner haben oder nicht. Neben den sinnlichen Gefühlen geben viele Frauen als Grund an, dass sie sich als stillende Frauen sehr weiblich fühlen. Es kommt sowohl vor, dass sich Frauen nach dem Abstillen eines Kindes selbst die Milchbildung noch längere Zeit erhalten, als auch, dass Frauen die Milchbildung gezielt hervorrufen.[12]
- Es existieren auch mindestens drei BDSM-Varianten der erotischen Laktation:

1. Infantilismus/Ageplay: Der Partner nimmt in einem Rollenspiel die Rolle eines Babys ein, das von der stillenden Frau gepflegt und gestillt wird. Das Stillen hat in dieser Variante eher einen sekundären Charakter.
2. Stillen als Belohnung oder Ersatz: Das Stillen eines submissiven (BDSM) Partners kann als Belohnung für seine Unterordnung dienen oder als Surrogat für nicht erlaubte (andere) sexuelle Handlungen z. B. in einer Cuckold-Beziehung.
3. Melken: Das „Melken“ (auch „forced lactation“) der submissiven Frau oder die Anweisung an sie, Milch für ihren dominanten Partner zu geben. Diese Variante ist auch als Petplay möglich.
 Das Auftreten einer BDSM-Spielart schließt andere Varianten nicht aus, wie z. B. umgekehrt das „Melken“ durchaus auch ein Spiel bei ganz normalen (Nicht-BDSM-) Paaren sein kann.

- Stillen eines Kindes: Sinnliche bis sexuelle Empfindungen beim Stillen eines Kindes kommen häufig vor,[13][14][15][16] sollten aber erst dann zur Erotischen Laktation zugerechnet werden, wenn das Stillen primär zum eigenen Lustgewinn erfolgt.

## Kulturelle und historische Aspekte

### Daoismus
Vor dem Entstehen des Konfuzianismus wurden im chinesischen Daoismus verschiedene alchemistische Sexualpraktiken gelehrt, die im menschlichen Geschlechtsakt die Möglichkeit sahen, durch „Energieaustausch“ der beiden Geschlechter bzw. im einseitigen „Energie-Konsumieren“ des Mannes Stärkung, ein hohes Alter oder sogar Unsterblichkeit zu erlangen. Um sein Yang zu stärken, sollte der Mann während des Liebesspiels unter der Zunge und aus den Brüsten der Frau Yin-Essenzen trinken und sie außerdem mit dem Penis aus der Vagina der Frau aufnehmen, was sich stärkend auf seine eigene Energie auswirken sollte. Wenn ein Energieaustausch (Kreislauf) das Ziel der betreffenden Lehre war, dann sollte der Mann der Frau seine Energie durch seinen Samen zurückgeben. Meist gingen die Anforderungen jedoch über den Energieaustausch hinaus und die einseitige Anhäufung von Energie durch den Mann trat in den Vordergrund. Der betreffende daoistische Adept musste eine Ejakulation daher vermeiden, um sein gesamtes Qì („Lebensenergie“) im Körper zu bewahren. Die Anweisungen zu solchen sexuellen Praktiken hatten den Charakter einer Geheimlehre. Die Energie, die aus den Brüsten gesaugt werden sollte, hatte Namen wie „Korallenessenz“, „Weißer Schnee“ oder „Saft des Apfels der Unsterblichkeit“. In China, Vietnam, Korea und Japan ist der Glaube an die besondere Wirkung der Frauenmilch auf Erwachsene, und ganz besonders wenn sie direkt aus der Brust getrunken wird, auch heute noch immer nicht ganz verschwunden.

### Christentum

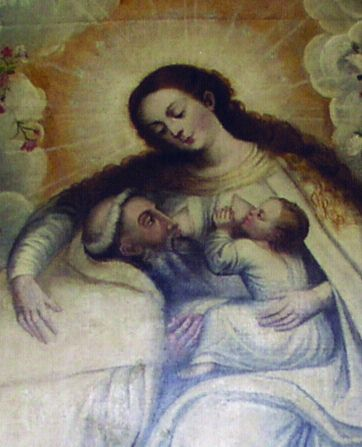
Lactatio des hl. Pedro Nolasco (1663 in Peru)

Im Mittelalter tauchten Berichte von Visionen auf, in denen die Jungfrau Maria einem Heiligen die Brust zum Trinken reicht. Eines der bekanntesten Beispiele dafür ist die Lactatio des Heiligen Bernhard von Clairvaux. Hierzu entstanden eine Reihe bildlicher Darstellungen, beispielsweise ein Altarbild von Gottfried Bernhard Göz aus dem Jahre 1749. Die bekanntesten Heiligen, die ebenfalls von einer solchen Vision berichteten, waren Bischof Fulbert von Chartres, Alanus de Rupe, Domingo de Guzmán, aber auch Frauen wie Adelheid von Frauenberg und Mechthild von Magdeburg beschäftigten sich mit diesem Thema oder hatten eigene Lactatio-Visionen. Und umgekehrt gab es auch Legenden von Frauen, die selbst in religiösem Kontext Milch gaben. So wurde von Catharina von Genua (1447–1510) berichtet, dass sie aus Andacht zum göttlichen Lämmlein ein irdisches Lamm ins Bett nahm, küsste, es an ihren Brüsten saugen ließ und in der Folge auch einige Tropfen Milch von sich gegeben haben soll. Ein anderes Beispiel ist Elena Duglioli, die etwa 1510–1520 als Jungfer Milch gab und nach den Berichten u. a. dem päpstlichen Nuntius die Brust gab, damit sie ihre sexuelle Lust verlören. Und schließlich soll in diesem Zusammenhang noch Margareta Ebner genannt werden, die nach eigenen Berichten Milch bekam, nachdem eine kleine Jesus-Statue sie gebeten hatte, ihn zu säugen. Die Legenden reichen von relativ sachlichen Beschreibungen bis zu deutlich erotisch gefärbten Gesängen. So schrieb Adelheid von Frauenberg von der Jungfrau Maria: „wil din Begird erfüllen und wil dich trenken mit der Milch, mit der ich min hailig trut Kind sogt, — und gab mir ir rainen zarten Brust in minen Mund; und do mir dise unsaglich Süssikait enzogen ward, do ward min Jamer also grofs das ich do also fast ward wainen.“ Alan de Rouche schrieb über sich in der dritten Person: „Dann küsste sie ihn und reichte ihm die jungfräulichen Brüste, aus denen er gierig trank, so dass er durch alle Glieder sich erstarken und in die Himmel erhoben fühlte. Und noch oft hat ihm die erhabene Jungfrau von da ab die nämliche Gnade erwiesen und hat ihn immer von neuem gestärkt, so dass er auch andere Marienverehrer für den Psalter zu begeistern vermochte.“ Die sogenannten Lactatio-Legenden wurden in zahlreichen frommen Texten mit mehr oder weniger erotischer Konnotation verarbeitet. Beispielhaft soll hier noch ein Kalenderspruch aus dem 19. Jahrhundert genannt werden, der sich vermutlich auf Fulbert von Chartres bezieht: „Zu Neuene war ein krancker Priester / der bettet täglich neben den Horis Canonicis / auch Mariae siben Tagzeiten / eyferig. Er war vono Arzten für todt auffgeben / und verlassen / und sihe / die glorwürdige Himmelkönigin stehet bey dem Beth / sprützet ihm in den Mund / O honigsüsse Milch / auß ihre Jungfräulichen Brüsten: stehe auff / sagt sie / spalliere mit den Chorherren / und vergisse niemalen meiner Tagzeiten die Tag deines Lebens.“ Noch Anfang des 20. Jahrhunderts hat Karl Vollmoeller mehrere Lactatio-Legenden vordergründig fromm, aber hintergründig eindeutig erotisch in seinem Buch Sieben Wunder der heiligen Jungfrau Maria verarbeitet. Seit dem 16. Jahrhundert findet sich in zahlreichen Werken der Bildenden Kunst das Motiv der Caritas Romana, das auf eine römische Sage zurückgeht, in der eine Tochter ein Elternteil durch Stillen vor dem Verhungern rettete. Es galt als Inbild der Karitas.

### Islam
Im islamischen Rechtsverständnis kann durchs Stillen ein Verwandtschaftsverhältnis entstehen. Fast alle modernen Rechtsschulen gehen davon aus, dass dies nur für Kinder bis zu einem Alter von zwei Jahren gilt, wobei außerdem eine Reihe weiterer Bedingungen erfüllt sein müssen. Im traditionellen Volksglauben und bei einigen Außenseitern der großen Rechtsschulen existiert aber auch die Vorstellung, dass das Trinken von Frauenmilch durch einen (erwachsenen) Mann zu einem Heiratsverbot mit der betreffenden Frau führe. Dies geht bis zu Behauptungen, dass z. B. bereits ein einziger versehentlich getrunkener Tropfen Frauenmilch eine bestehende Ehe ungültig machen würde.
Es gibt zudem immer wieder öffentlich hochemotional geführte Kontroversen darüber, ob durch das Stillen eines fremden erwachsenen Mannes die Verschleierungspflicht und das Kontaktverbot zwischen ihm und der betreffenden Frau aufgehoben wird – und zwar ohne dass dadurch gleichzeitig ein Verheiratungsverbot entstehen würde.

### Die Glücksehe des Carl Buttenstedt

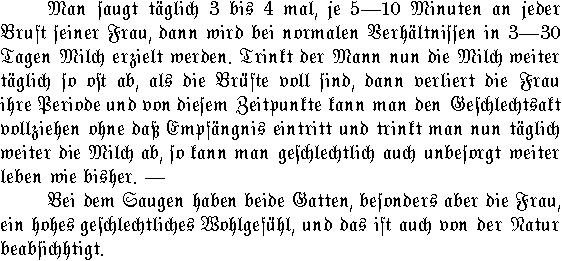
Faksimile von Carl Buttenstedts Anleitung

Um 1903 veröffentlichte Carl Buttenstedt ein Buch unter dem Titel Die Glücksehe – Die Offenbarung im Weibe, eine Naturstudie. In diesem Buch beschrieb Buttenstedt eine Verhütungsmethode, bei der der Mann täglich die Milch aus der Brust seiner Frau trinken solle, um das Aussetzen der Regel zu bewirken. Eine Reihe von Autoren bescheinigten Buttenstedt eine nicht geringe Anhängerzahl und der Inhalt der Leserbriefe zu Buttenstedts Buch zeigt, dass die Leser weit eher an der Verhütung und am Vergnügen des Stillens interessiert waren als an dem recht kruden Theoriegebäude, das Buttenstedt um seine Glücksehe herum konstruiert hatte. Buttenstedts Glücksehe wurde als Skurrilität kurzzeitig recht bekannt und es gab in der Folge auch mindestens drei Autoren, die Nachfolgebücher veröffentlichten. Weiterentwicklungen betrafen neben dem direkten Trinken aus der Brust den Gebrauch einer Milchpumpe, tägliche spezielle Brustmassagen und auch Hypnosetechniken. Buttenstedts Buch Glücks-Ehe wurde 1938 in allen Ausgaben verboten. Während der Zeit des Nationalsozialismus geriet Buttenstedt dann völlig in Vergessenheit.